# Ревуха (заказник)
Ревуха — гідрологічний заказник місцевого значення.Оголошений відповідно до Рішення 27 сесії 5 скликання Вінницької обласної ради від 10.12.2009 р. № 903
За фізико-географічним районуванням України (1968), територія гідрологічного заказника належить до Жмеринського району, Області Подільського Побужжя Дністровсько-Дніпровської Лісостепової зони. За геоморфологічним районуванням України, територія гідрологічного заказника належить до Жмеринської слаборозчленованої лесової височини, Волинсько-Подільської височини.
Геологічно територія належить до фундаменту Українського кристалічного щита. Осадкові відклади, що перекривають кристалічний фундамент, прилучені до неогенової системи й складені сіро-зеленими місцями жовтими глинами.
Ґрунтовий покрив характеризується легкоглинистими та сірими опідзоленими ґрунтами. На території заказника розташовані великодебітні низинні джерела З шт. Джерела та водно-болотний комплекс в цілому мають велике водорегулювальне значення для водопостачання р. Брага.
Фітоценоз заказника представлений типовою водно-болотною рослинністю з домішками лучної. Долина річки Брага являє собою невіддільну частину екомережі, діяльність якої спрямована на відтворення та збереження екосистем. Річкові долини відіграють важливу функціональну роль в біосфері як регуляторні системи, джерело природних рослинних ресурсів.